# Théorie de la justification du système
La théorie de la justification du système (System Justification Theory en anglais, souvent abrégée SJT) est une théorie, en psychologie sociale, selon laquelle les inclinations et croyances justifiant un système ont une fonction psychologiquement palliative : « les gens s’engagent dans la justification du système (ainsi que dans d’autres formes de rationalisation) afin de faire face et de s’adapter à des réalités injustes ou déplaisantes qui apparaissent inévitables. »
Cette théorie soutient que les personnes ont plusieurs besoins sous-jacents, qui varient d'un individu à l'autre, et qui peuvent être satisfaits par la défense du système social dans lequel elles vivent, et par la justification du statu quo amenant au maintien du système, même lorsque celui-ci est désavantageux pour certains groupes sociaux. 

## Description
Les individus ont des besoins épistémiques, existentiels et relationnels qui sont satisfaits et manifestés en tant que soutien idéologique à la structure dominante des normes sociales, économiques et politiques. Le besoin d'ordre et de stabilité et, par conséquent, la résistance au changement ou aux solutions de remplacement, par exemple, peuvent inciter les individus à considérer le statu quo comme bon, légitime et même souhaitable. 
Selon la théorie de la justification du système, les personnes désirent non seulement avoir des comportements favorables à leur égard (l'ego-justification) et aux groupes auxquels elles appartiennent (la justification de groupe), mais aussi des attitudes positives à l'égard de la structure sociale globale dans laquelle elles vivent (la justification du système). Cette logique de justification du système produit parfois le phénomène appelé favoritisme exo-groupe (en anglais : out-group favoritism), qui entraîne chez l'individu l'acceptation de conditions sociales inférieures parmi les groupes à faible statut dans la société, et la création d'une image positive des groupes à statut relativement élevé. Ainsi, l'idée selon laquelle les individus sont à la fois partisans et victimes des normes imposées par le système est centrale dans la théorie de la justification du système. En outre, la facilité passive à soutenir la structure en place dans la société, par rapport aux coûts potentiels (à la fois matériel, social, et psychologique) de passer à l’action contre le statu quo crée un environnement dans lequel les arrangements sociaux, économiques et politiques existants tendent à être préféré par les individus. Les alternatives au statu quo ont tendance à être décriées et les inégalités sociales tendent à se perpétuer,,. 
Cette théorie est d'abord développée par le psychologue américain John Jost (en).